# デニス・ベリンチク
デニス・ベリンチク（Denys Berinchyk、1988年5月5日 - ）は、ウクライナのプロボクサー。クラスノドン出身。元WBO世界ライト級王者。

## 来歴

### アマチュア時代
2011年9月、世界選手権のライトウェルター級（64kg）に出場し、決勝戦で敗れたものの銀メダルを獲得した。
2012年8月、ロンドンオリンピックのライトウェルター級（64kg）に出場し、初戦となった2回戦でアンソニー・イギット、準々決勝でジェフ・ホーンを破るが、決勝戦でロニエル・イグレシアスに敗れはしたものの銀メダルを獲得した。

### プロ時代
2015年6月4日、オレクサンドル・ウシク等を擁するK2プロモーションズ・ウクライナと契約した。
2015年8月29日、キーウのキエフ・スポーツ宮殿でプロデビュー。
2017年12月16日、ブロヴァルィーのアイス・パレス・ターミナルでアラン・ヴァレスピンとWBOオリエンタルライト級王座決定戦を行い、6回1分53秒KO勝ちを収め王座を獲得した。
2018年6月23日、キーウのキエフ・スポーツ宮殿でホセ・ルイス・プリエトと対戦し、6回終了時にプリエトが棄権した為TKO勝ちを収め初防衛に成功した。
2018年12月22日、ブロヴァルィーのアイス・パレス・ターミナルでロジーキー・クリストバルとWBOインターナショナルライト級王座決定戦を行い、7回2分44秒TKO勝ちを収め王座を獲得した。
2019年4月20日、キーウのキエフ・スポーツ宮殿で荒川仁人と対戦し、12回3-0（2者が120-107、118-109）の判定勝ちを収め初防衛に成功した。
2019年10月5日、ブロヴァルィーのアイス・パレス・ターミナルでパトリシオ・ロペス・モレノと対戦し、12回3-0（120-109、2者が120-108）の判定勝ちを収め2度目の防衛に成功した。
2020年2月22日、ブロヴァルィーのアイス・パレス・ターミナルでヘクター・エドガー・サルミエントと対戦し、12回3-0（117-112、118-110、117-111）の判定勝ちを収め3度目の防衛に成功した。
2020年10月8日、リシニキーのエクィーデス・クラブでヴィオレル・シミオンと対戦し、7回終了時にシミオンが棄権した為TKO勝ちを収め4度目の防衛に成功した。
2021年3月21日、ブロヴァルィーのアイス・パレス・ターミナルでホセ・サンチェスと対戦し、3回35秒TKO勝ちを収め5度目の防衛に成功した。
2021年7月24日、キーウで開催されたMahatch FC 6にてベアナックル・ボクシングで総合格闘家のアルテム・ロボフと対戦し、4回終了時TKO勝ちを収めた。
2021年12月19日、ブロヴァルィーのアイス・パレス・ターミナルでイサ・チャニエフと対戦し、12回3-0（118-112、116-112、118-111）の判定勝ちを収め6度目の防衛に成功した。
2022年11月29日、K2プロモーションズ・ウクライナと共同プロモーションの形でフランク・ウォーレンのクィーンズ・ベリー・プロモーションズと契約した。
2022年12月3日、トッテナム・ホットスパー・スタジアムで行われたタイソン・フューリー対デレック・チゾラ第3戦の前座で、EBUヨーロッパライト級王者のイヴァン・メンディと対戦し、12回3-0（117-111、116-112×2）の判定勝ちを収めEBU王座を獲得、WBOインターナショナル王座は7度目の防衛に成功した。
2024年5月18日、サンディエゴのペチャンガ・アリーナで1階級下のWBO世界スーパーフェザー級王者エマヌエル・ナバレッテとWBO世界ライト級王座決定戦を行い、12回2-1（116-112、112-116、115-113）の判定勝ちを収め王座獲得に成功した。この試合でベリンチクは80万ドル（約1億1600万円）、ナバレッテは100万ドル（約1億4600万円）のファイトマネーを稼いだ。
2025年2月14日、ニューヨークのフールー・シアターでWBO世界ライト級1位のキーショーン・デービスと対戦し、プロ初黒星となる4回1分45秒KO負けを喫し王座から陥落した。

## 戦績
- プロボクシング：20戦 19勝 (9KO) 1敗

| 戦           | 日付           | 勝敗 | 時間    | 内容    | 対戦相手                             | 国籍           | 備考                                                                                 |
| ------------ | -------------- | ---- | ------- | ------- | ------------------------------------ | -------------- | ------------------------------------------------------------------------------------ |
| 1            | 2015年8月29日  | ☆    | 4R 終了 | TKO     | タリク・マドニ                       | ベルギー       | プロデビュー戦                                                                       |
| 2            | 2015年11月14日 | ☆    | 6R 1:36 | TKO     | イノセント・アニャンウー             | ウガンダ       |                                                                                      |
| 3            | 2015年12月12日 | ☆    | 6R      | 判定3-0 | ジョージー・ミズセイ                 | ハンガリー     |                                                                                      |
| 4            | 2016年4月23日  | ☆    | 4R 2:56 | TKO     | エミリアノ・マーティン・ガルシア     | アルゼンチン   |                                                                                      |
| 5            | 2016年11月12日 | ☆    | 8R      | 判定3-0 | ファン・オクラ・ブリオネス           | スペイン       |                                                                                      |
| 6            | 2017年6月10日  | ☆    | 8R      | 判定3-0 | ロレンソ・パーラ                     | ベネズエラ     |                                                                                      |
| 7            | 2017年9月16日  | ☆    | 6R 2:27 | TKO     | イスマエル・ガルシア                 | スペイン       |                                                                                      |
| 8            | 2017年12月16日 | ☆    | 6R 1:53 | KO      | アラン・バレスピン                   | タイ           | WBOオリエンタルライト級王座決定戦                                                    |
| 9            | 2018年6月23日  | ☆    | 5R 終了 | TKO     | ホセ・ルイス・プリエト               | コロンビア     |                                                                                      |
| 10           | 2018年12月22日 | ☆    | 7R 2:44 | TKO     | ローズキー・クリストバル             | フィリピン     | WBOインターナショナルライト級王座決定戦                                              |
| 11           | 2019年4月20日  | ☆    | 12R     | 判定3-0 | 荒川仁人（ワタナベ）                 | 日本           | WBOインターナショナル防衛1                                                           |
| 12           | 2019年10月5日  | ☆    | 12R     | 判定3-0 | パトリシオ・ロペス・モレノ           | メキシコ       | WBOインターナショナル防衛2                                                           |
| 13           | 2020年2月22日  | ☆    | 12R     | 判定3-0 | エクトール・エドガルド・サルミエント | アルゼンチン   | WBOインターナショナル防衛3                                                           |
| 14           | 2020年10月8日  | ☆    | 7R 終了 | TKO     | ビオレル・シミオン                   | ルーマニア     | WBOインターナショナル防衛4                                                           |
| 15           | 2021年3月21日  | ☆    | 3R 0:35 | TKO     | ホセ・サンチェス                     | チリ           | WBOインターナショナル防衛5                                                           |
| 16           | 2021年12月18日 | ☆    | 12R     | 判定3-0 | イサ・チャニエフ                     | ロシア         | WBOインターナショナル防衛6                                                           |
| 17           | 2022年12月3日  | ☆    | 12R     | 判定3-0 | イバン・メンディー                   | フランス       | WBOインターナショナル・EBU欧州ライト級王座統一戦 WBOインターナショナル防衛7・EBU獲得 |
| 18           | 2023年8月26日  | ☆    | 12R     | 判定3-0 | アンソニー・ジギ                     | スウェーデン   | WBOインターナショナル防衛8                                                           |
| 19           | 2024年5月18日  | ☆    | 12R     | 判定2-1 | エマヌエル・ナバレッテ               | メキシコ       | WBO世界ライト級王座決定戦                                                            |
| 20           | 2025年2月14日  | ★    | 4R 1:45 | KO      | キーショーン・デービス               | アメリカ合衆国 | WBO陥落                                                                              |
| テンプレート |                |      |         |         |                                      |                |                                                                                      |

## 獲得タイトル
アマチュア
- ロンドンオリンピックスーパーライト級銀メダル

プロ
- WBOオリエンタルライト級王座（防衛0=返上）
- WBOインターナショナルライト級王座（防衛8=返上）
- EBU欧州ライト級王座（防衛1=返上）
- WBO世界ライト級王座（防衛0）